# Route nationale 1019
La route nationale 1019 ou RN 1019 était une route nationale française reliant Banvillars à la Suisse (Delle) (autoroute A16 suisse). Elle porte aussi le nom E27 au statut européen.
En 2019, elle est intégrée à la RN 19.